# Jaskinia Mroźna

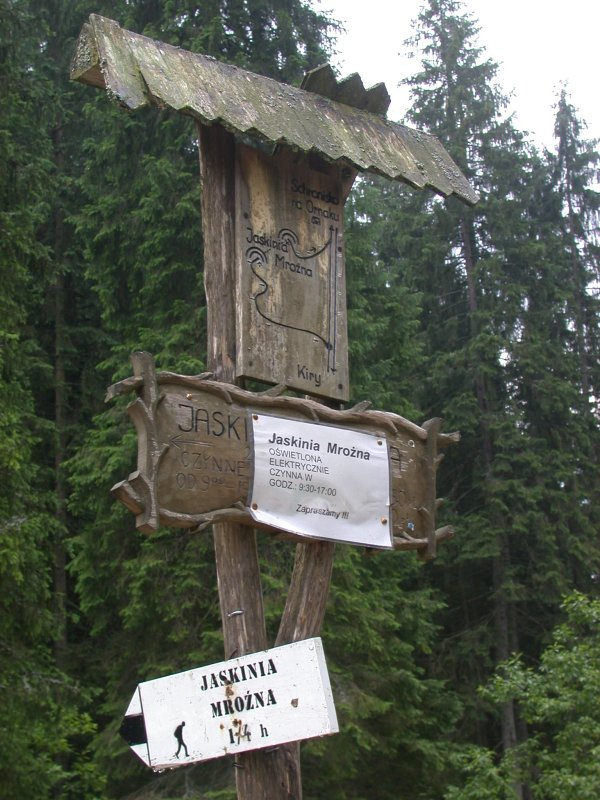
Szlak prowadzący do Jaskini Mroźnej

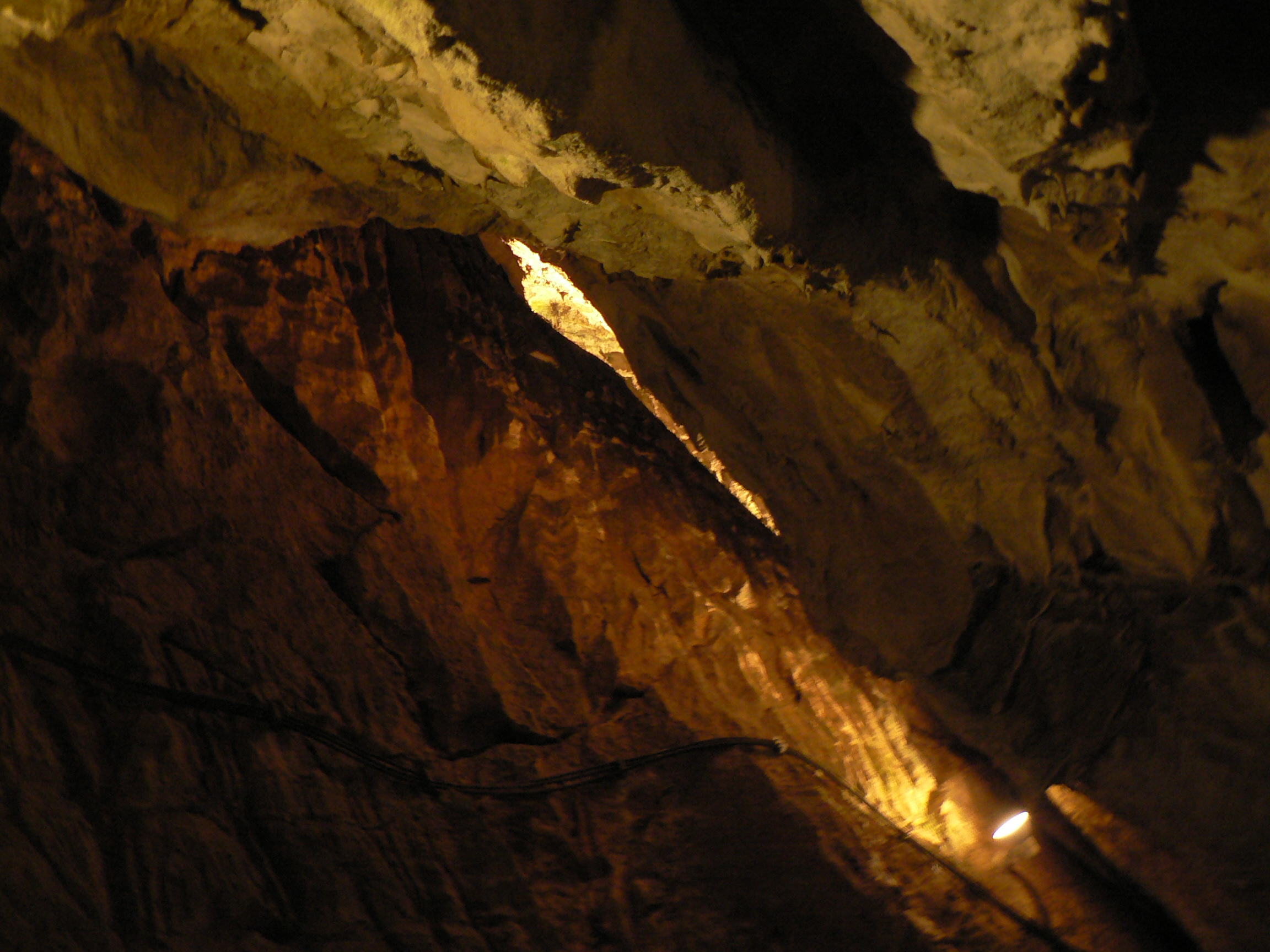
Strop Jaskini Mroźnej

Jaskinia Mroźna – jaskinia we wschodnim zboczu Doliny Kościeliskiej w Tatrach, w masywie Organów, 120 m ponad dnem doliny. Wejście do jaskini znajduje się na wysokości 1100 m n.p.m., a otwór wyjściowy na wysokości 1112 m n.p.m. Całkowita długość jaskini wynosi 773 m.
W jej pobliżu znajdują się nieudostępnione turystycznie jaskinie, m.in. Jaskinia Zimna i Jaskinia między Żleby.

## Udostępnianie
Jaskinia jest udostępniona turystycznie od początku maja do końca października. Od 1959 roku do 2020 roku była oświetlana elektrycznie za pomocą agregatu spalinowego jako jedyna z polskich jaskiń tatrzańskich. Po ponownym otwarciu w 2023 roku do zwiedzenia wymagane jest posiadanie własnej latarki - podczas remontu zlikwidowano sztuczne oświetlenie. Także jako jedyna wymaga zakupu biletu wstępu (obecnie bilet normalny kosztuje 10 zł). Zwiedzanie trwa od 20 do 40 minut i rozpoczyna się od sztucznie przebitego w 1953 r. otworu północnego położonego 120 metrów nad dnem Doliny Kościeliskiej (odbywa się więc w kierunku przeciwnym w stosunku do kierunku pierwotnego poznawania jaskini).

## Opis jaskini
Jaskinia jest praktycznie pojedynczym korytarzem i w skali Tatr należy do jaskiń małych. Jest to typowa jaskinia o rozwinięciu poziomym powstała na skutek przepływu wód podziemnych Kościeliskiego Potoku.
Początkowe 10 m to sztuczny tunel z żelbetową obudową, który doprowadza do korytarza, a następnie, po 25 metrach, do kamiennych schodów. Dalej korytarz ma kształt wysokiej szczeliny i nosi nazwę Cmentarzysko Nacieków. Idąc nim, po 20 metrach dochodzi się do następnych schodów. W bok odchodzi nieudostępniony turystycznie korytarzyk z niewielkimi stalaktytami i stalagmitami. Szlak prowadzi przez schody do korytarza Zwalisko, którego dno pokrywają wielkie głazy. Dalej znajdują się następne schody doprowadzające do Białego Chodnika o ścianach pokrytych zniszczonym mlekiem wapiennym. Stąd idzie się do Komory Złomisk i schodami do Wielkiej Komory. Jest to największa sala w jaskini, ma wymiary 25 × 10 m i wysokość do 10 m. Odchodzą od niej nieudostępnione turystycznie korytarzyki. Z Wielkiej Komory szlak prowadzi obok nacieku o nazwie Zasłona (po lewej stronie) do miejsca, w którym po prawej stronie widać Sabałowe Jeziorko. Jest to największy, lecz sztucznie utworzony zbiornik wodny w jaskini. Następnie idzie się przekopem wykonanym w latach pięćdziesiątych. Dochodzi się nim do korytarza w kształcie szczeliny. W bok znajduje się niewielka sala ze stalaktytami i stalagmitami. Główny korytarz prowadzi dalej do Ogródka. Jest tu skupienie stalagmitów sporych rozmiarów, w większości sztucznie poustawianych na namulisku. Za Ogródkiem znajduje się kolejny przekop wykonany w 1937 roku. Stąd korytarzem o kształcie szczeliny dochodzi się do Pochyłej Sali. W bok odchodzi tu nieudostępniony turystycznie, najpóźniej odkryty ciąg do Wiszącego Korytarza. W najniższym miejscu Pochyłej Sali (schodzi się do niej metalowymi schodami) znajdują się Piaskowe Stawki. Dalej przez kolejny przekop dochodzi się do Komory Wstępnej (od tego miejsca zaczęto eksplorację Mroźnej). Stąd po przejściu korytarzem 40 metrów wychodzi się z jaskini.

## Przyroda
Zwykle podaje się, że jaskinia swoją nazwę zawdzięcza panującej wewnątrz stałej, niskiej temperaturze (6 stopni w skali Celsjusza), powiewom zimnego powietrza, a także białym naciekom na ścianach do złudzenia przypominających szron. W rzeczywistości genezę nazwy tak tłumaczył jej współodkrywca, Stefan Zwoliński, w "Notatkach z wypraw grotowych": "Nazwaliśmy ją »Grota Mroźna« jako odpowiednik Zimnej, z którą niegdyś musiała się łączyć".
Szata naciekowa jaskini – choć uboga – jest najbogatsza wśród udostępnionych do masowego zwiedzania jaskiń Tatr Polskich. Występują w niej stalaktyty, stalagmity, polewy naciekowe i draperie, a także mleko wapienne. Warto uwagę zwrócić na Zasłonę – brązową polewę na lewej ścianie zaraz za Wielką Komorą. Najładniejszą szatę naciekową można zobaczyć w salce obok Ogródka.
Jaskinia jest wilgotna, w niektórych miejscach utrzymuje się stały deszcz podziemny. Okresowe cieki wodne przepływające przez jaskinię spływają do niewielkiego wywierzyska w dnie Doliny Kościeliskiej, powyżej Bramy Kraszewskiego. Przed pracami udostępniającymi w jaskini licznie występowały stałe jeziorka.

## Historia odkryć

Plan jaskini

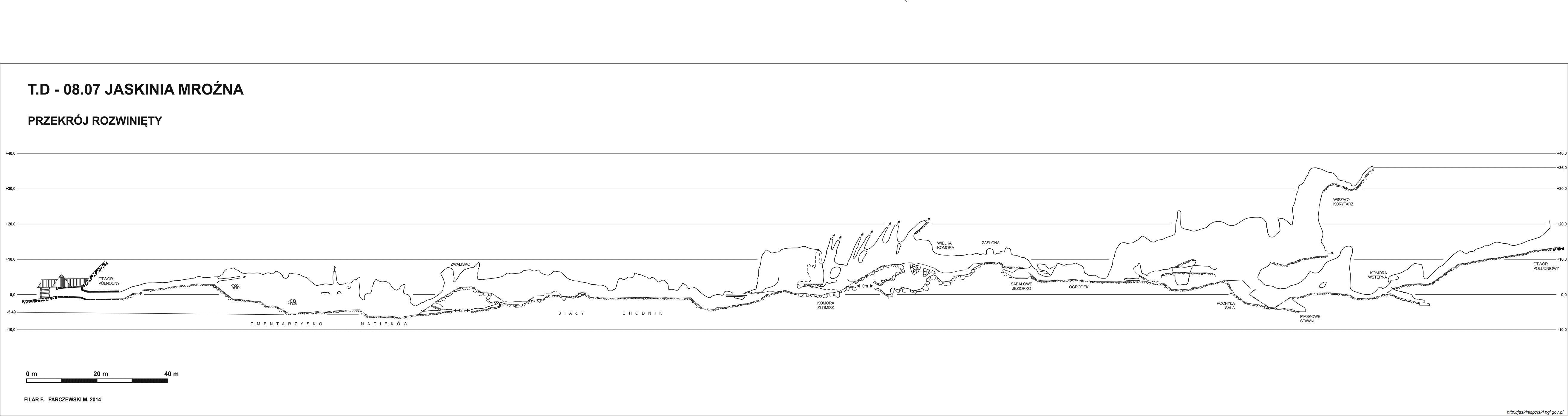
Przekrój jaskini

Jaskinia została odkryta przez Stefana Zwolińskiego i Jerzego Zahorskiego w połowie maja 1934 r. Pierwotnie poznano jedynie niewielki odcinek liczący nieco ponad 60 metrów. Kolejne prace eksploracyjne podjął w dniach 20 i 21 września Władysław Gorycki, docierając do zaklinowanej płyty za Pochyłą Salą. Następnego dnia, wraz ze Stefanem Zwolińskim, rozbijają płytę i docierają w miejsce zwane dziś Ogródkiem. 26 września obaj posuwają się jeszcze ok. 20 m dalej kończąc eksplorację w miejscu położonym tuż przed dzisiejszym Sabałowym Jeziorkiem.
Dalsze prace w Mroźnej podjął Stefan Zwoliński dopiero po wojnie, w marcu 1950 r. Wynajęci robotnicy poszerzyli i osuszyli wcześniej znane przejścia oraz odmulili korytarze. Odkryto wtedy dalsze 300 m głównego ciągu korytarzy i zapewne poznano większość krótkich, bocznych odgałęzień. Po wizji lokalnej Komisja Speleologiczna PTT podjęła decyzję o udostępnieniu jaskini dla ruchu turystycznego. Wtedy to wybito sztuczny otwór północny, którym obecnie odbywa się wejście do jaskini. Jaskinię udostępniono zwiedzającym 12 lipca 1953 r. Do roku 1956 zwiedzanie jaskini odbywało się przy świetle lamp karbidowych, świec i latarek. Po 3-letnim remoncie jaskinię otwarto ponownie już oświetloną elektrycznie.
29 października 2000 r. Jakub Nowak odkrył Wiszący Korytarz, odgałęziający się w kierunku Jaskini Zimnej. Dzięki temu odkryciu długość Jaskini Mroźnej wzrosła o 60 metrów.
Między listopadem 2013 a marcem 2014 r. na zlecenie TPN wykonano ponowne pomiary jaskiń udostępnionych turystom, w tym Jaskini Mroźnej. Jej długość wzrosła z 560 do 773 m, a deniwelacja zmalała z 44,5 do 41,6 m.

## Szlaki turystyczne
– czarny szlak turystyczny zaczynający się tuż powyżej polany Stare Kościeliska, przy drewnianym mostku. Zaraz za mostkiem Lodowe Źródło. Prowadząca wzdłuż Żlebu pod Wysranki trasa jest jednokierunkowa, po zwiedzeniu jaskini schodzi się innym zejściem, na wprost tzw. Sowy. Dojście do jaskini – 20–30 min, zwiedzanie jaskini – 20–40 min, zejście 10–15 min.